# Похищенная (фильм, 2003)
«Похи́щенная» (англ. Pinjar, хинди पिंजर, урду  پنجر ‎, в.-пандж. ਪਿੰਜਰ) — индийский кинофильм-драма 2003 года по одноименному роману Амриты Притам. Фильм был хорошо принят критиками, хотя исполнение роли Урмилой Мартондкар было названо недостаточно эмоциональным.

## Сюжет
Фильм поставлен по роману «Скелет» индийской писательницы пенджабского происхождения Амриты Притам. В основу сюжета положена тема, которая редко затрагивается в мейнстримном кино: похищение сикских, индуистских, мусульманских женщин мужчинами других религиозных общин как часть кровопролитных индийско-пакистанских конфликтов, которыми сопровождался раздел Индии в 1947 году.
Действие фильма начинается в августе 1946 года в Пенджабе. Молодая девушка-индуистка Пуро счастливо живёт со своей семьёй и мечтает о свадьбе с Рамчандом, который ей очень нравится. Но накануне свадьбы Пуро похищает кровный враг семьи — мусульманин Рашид — и увозит в Пакистан. Раскаиваясь в содеянном, Рашид принимает решение жениться на Пуро и защищать её.
Однажды ночью Пуро удаётся сбежать и вернуться к родителям. Однако родители отрекаются от опозоренной дочери и боятся мести Рашида. Оставшись без поддержки семьи, Пуро вынуждена вернуться к Рашиду. Женившись на Пуро, Рашид даёт жене новое мусульманское имя — Хамида. Они усыновляют ребёнка-сироту и относятся к нему с большой любовью. Но когда жители деревни узнают, что ребёнок принадлежит к индуистской вере, панчаят принимает решение разлучить Пуро и Рашида с ребёнком.
Вопреки воле отца младший брат Пуро — Трилок — продолжает поиски сестры. Трилок женится на младшей сестре Рамчанда — Ладжо. Через несколько месяцев Ладжо похищают бандиты. Рамчанд и Трилок обращаются к властям за помощью и приезжают в Пакистан в поисках Ладжо. В лагере для беженцев они встречаются с Пуро и просят её о помощи. Пуро находит Ладжо и с помощью Рашида помогает ей бежать. Трилок и Рамчанд встречают Ладжо, чтобы увезти её домой. Брат говорит Пуро, что она может вернуться к родителям, а Рамчанд готов взять её в жены, несмотря на всё случившееся. Рашид, влюблённый в Пуро и подавленный горем, пытается исчезнуть в толпе, оставив Пуро с братом и друзьями. Однако плачущая Пуро догоняет Рашида и говорит ему, что её семья и дом теперь здесь. В 1948 году в Лахоре Пуро навсегда прощается с братом и друзьями и остаётся с мужем.

## В ролях
| Актёр               | Роль                    |
| ------------------- | ----------------------- |
| Урмила Матондкар    | Пуро / Хамида           |
| Манодж Баджпаи      | Рашид                   |
| Прияншу Чаттерджи   | Трилок (брат Пуро)      |
| Санджай Сури        | Рамчанд                 |
| Сандали Синха       | Ладжо (сестра Рамчанда) |
| Иша Коппикар        | Раджо (сестра Пуро)     |
| Кулбхушан Кхарбанда | Моханлал (отец Пуро)    |
| Лиллит Дюбей        | Тара (мать Пуро)        |
| Алок Натх           | Шьямлал (отец Рамчанда) |
| Фарида Джалал       | мать Рамчанда           |
| Сима Бисвас         | безумная нищенка        |
| Дина Патхак         | тётя Рашида             |
| Судха Шивпури       | мать Рашида             |

## Съёмочная группа
- Режиссёр: доктор Чандрапракаш Двиведи
- Сценаристы: доктор Чандрапракаш Двиведи, Амрита Притам (по роману Амриты Притам «Скелет» (1950))
- Оператор: Сантош Тхундил
- Композитор: Уттам Сингх
- Художник: Муниш Сапил (костюмы и декорации)
- Монтажёр: Баллу Салуджа
- Стихи песен: Гулзар
- Песни за кадром исполняют: Кавита Кришнамурти, Садхана Саргам, Удит Нараян, Руп Кумар Ратод, Джаспиндер Нарула, Суредж Вадкар, Прити Уттам, Джагджит Сингх, Уттам Сингх, ансамбль каввали «Братья Вадали»
- Хореография: Реха, Chinni Пракаш, Бхушан Lakhandri

## Саундтрек
Песни «Charkha Chalati Maa» и «Waris Shah Nu» написаны на стихи Амриты Притам. Все остальные песни написаны на стихи Гулзара. Вся музыка написана Уттамом Сингхом.
| № | Песня                 | Исполнитель(и)                                       | Длительность |
| - | --------------------- | ---------------------------------------------------- | ------------ |
| 1 | «Shaba Ni Shaba»      | Кавита Кришнамурти, Садхана Саргам, Удит Нараян      | 5:44         |
| 2 | «Maar Udari»          | Джаспиндер Нарула, Прити Уттам                       | 5:26         |
| 3 | «Haath Choote»        | Джагджит Сингх, Прити Уттам                          | 6:54         |
| 4 | «Vatna Ve»            | Руп Кумар Ратод, Уттам Сингх                         | 5:31         |
| 5 | «Darda Marya»         | Джаспиндер Нарула и ансамбль каввали «Братья Вадали» | 6:32         |
| 6 | «Charkha Chalati Maa» | Прити Уттам                                          | 4:56         |
| 7 | «Sita Ko Dekhe»       | Суредж Вадкар, Садхана Саргам                        | 3:11         |
| 8 | «Shabad» (Hymn’s)     | Прити Уттам                                          | 3:36         |
| 9 | «Waris Shah Nu»       | Прити Уттам и ансамбль каввали «Братья Вадали»       | 9:03         |

## Места съёмок
Съёмки фильма проходили в Раджастхане в городе Ганганагаре и его окрестностях.

## Награды и номинации
- National Film Award for Best Feature Film on National Integration
- Filmfare Best Art Direction Award (Муниш Сапил, 2004)
- National Film Award — специальная премия жюри (Манодж Баджпаи, 2004)
- Премия Star Guild Awards в номинации «Лучшая женская роль» (Урмила Матондкар, 2004)
- Премия Star Guild Awards в номинации «Лучшая женская роль второго плана» (2004)
- Zee Cine Award в номинации «Лучший режиссёр» (доктор Чандрапракаш Двиведи, 2004)
- Zee Cine Award в номинации «Лучший актёр второго плана» (2004)
- Zee Cine Award в номинации «Лучшая закадровая музыка» (Уттам Сингх, 2004)
- Премия Star Guild Awards в номинации «Лучший композитор» (Уттам Сингх, 2004)
- Zee Cine Award в номинации «Лучший оператор» (Сантош Тхундил, 2004)
- Премия Star Guild Awards в номинации «Лучшая операторская работа» (Сантош Тхундил, 2004)

## Издание на видео
- Выпущен на DVD, в том числе в России.